# جان داوسون
جان داوسون (انگلیسی: John Dawson) (زاده ۱۷۳۴ – درگذشته ۱۹ سپتامبر ۱۸۲۰) یک جراح و ریاضی‌دان اهل بریتانیا بود. تحقیقات او بر روی محاسبه فاصله زمین تا خورشید بود.

## کتابشناسی
- The Doctrine of Philosophical Necessity Briefly Invalidated (۱۷۸۱)